# روب موريسون
روب موريسون (بالإنجليزية: Rob Morrison)‏ هو صحفي ودي جيه أمريكي، ولد في 17 مايو 1968.

## وصلات خارجية
- روب موريسون على موقع IMDb (الإنجليزية)